# Franz Joseph Fischer (Bischof)
Franz Joseph Fischer (* 7. August 1871 in Aalen; † 24. Juli 1958) war deutscher Theologe, von 1929 bis 1958 Weihbischof im Bistum Rottenburg-Stuttgart und Titularbischof von Zuri.

## Leben
Fischer wurde am 16. Juli 1895 in Rottenburg am Neckar zum Priester geweiht. 
Am 19. Dezember 1929 ernannte ihn Papst Pius XI. zum Titularbischof von Zuri und Weihbischof in Rottenburg. Die Bischofsweihe spendete ihm der Freiburger Erzbischof Karl Fritz am 24. Februar 1930.
Nach seinem Tod 1958 wurde er auf dem Klosterfriedhof des Vinzentinerinnenklosters Rottenmünster in Rottweil beigesetzt.

## Ehrungen
- 1952: Großes Verdienstkreuz der Bundesrepublik Deutschland